# Microdaccus
Microdaccus is een geslacht van kevers uit de familie van de loopkevers (Carabidae). De wetenschappelijke naam van het geslacht is voor het eerst geldig gepubliceerd in 1864 door Schaum.

## Soorten
Het geslacht Microdaccus omvat de volgende soorten:
- Microdaccus assingi Wrase, 2009
- Microdaccus escalerai Morvan, 1977
- Microdaccus glasunovi Emetz, 1979
- Microdaccus opacicolor (Reitter, 1897)
- Microdaccus opacus (Schaum, 1857)
- Microdaccus pulchellus Schaum, 1864
- Microdaccus teodoroi Gridelli, 1930